# Svenska Curlingförbundet

Svenska Curlingförbundets heraldiska vapen.

Svenska Curlingförbundet (SCF) är ett svenskt specialidrottsförbund för curling. Förbundet bildades 1916 och invaldes i Riksidrottsförbundet 1955. Förbundets kansli ligger i Danderyd, Stockholm. SCF arrangerar bland annat SM och Elitserien i curling och utser Sveriges representanter vid internationella mästerskap.
Svenska Curlingförbundet är anslutet till de europeiska och internationella curlingförbunden. 

## Lag som representerat Sverige vid internationella mästerskap
Internationellt sett har Kanada den bredaste eliten och brukar ofta placera sig högt i internationella mästerskap. Även om Sverige har ett litet antal curlare jämfört med Kanada, har svenska lag varit mycket framgångsrika i världseliten. Nedanstående sammanställning listar de lag som tagit medaljer i OS, VM eller EM:
På damsidan har Lag Gustafson vunnit fyra VM-guld 1992, 1995, 1998 och 1999, fyra EM-guld 1992, 1993, 1997, 2000 samt OS-brons 1998. Lag Norberg har tagit VM-guld 2005, 2006 och 2011, OS-guld 2006 och 2010 samt flera VM- och EM-medaljer, varav fem EM-guld i rad 2001–2005. Svenska VM-guld har också tagits av Lag Högström 1981. Lag Viktorsson vann EM 2010. Lag Sigfridsson har vunnit EM-silver 2011, EM-brons 2012 och VM-silver 2012, 2013.
På herrsidan har främst Lag Lindholm varit mycket framgångsrika med tre VM-titlar 1997, 2001 och 2004, två EM-guld 1998, 2001 samt flera andra VM- och EM-medaljer, varav kan nämnas fem EM-finaler i rad 2001–2005. Svenska VM-guld har också vunnits av Lag Oscarius 1973, Lag Kamp 1977 och Lag Edin 2013 och 2015. Svenska EM-guld har även tagits av Lag Branäs 1976–1977, Lag Kamp 1977, Lag Arfwidsson 1978, Lag Högström 1980, 1982, 1983, 1988, Lag Norgren 1987, Lag Hasselborg 1990 samt Lag Edin 2009, 2012, 2014 och 2015.
Den kvalificeringsregel som tidigare tillämpades vid internationella mästerskap innebar att det lag som vann SM blev representant i EM, medan vinnaren av Elitserien fick delta i VM. Nytt från säsongen 2011/12 är att en landslagstrupp har bildats, från vilken representanterna till EM och VM utses av förbundskaptenen. Representanterna till OS utses av förbundskaptenen i samråd med SOK. Laget får sitt namn efter lagkaptenen. 

### Damer
- Lag Sigfridsson (OS 2014 och VM 2014)

#### Tidigare lag
- Lag Branäs
- Lag Arfwidsson
- Lag Högström
- Lag Gustafson
- Lag Norberg
- Lag Viktorsson
- Svenska mästare från SCF:s webbplats
- Segrare i Elitserien från SCF:s webbplats

### Herrar
- Lag Edin (OS 2014)
- Lag Oskar Eriksson (VM 2014)

#### Tidigare lag
- Lag Oscarius
- Lag Kamp
- Lag Lindholm
- Lag Norgren
- Lag Hasselborg
- Lag Per Carlsén
- Svenska mästare från SCF:s webbplats
- Segrare i Elitserien från SCF:s webbplats

## Övriga resultat vid internationella mästerskap
- Europeiska mästerskap enligt ECF:s webbplats
- Världsmästerskap enligt WCF:s webbplats
- Representanter i svenska landslag enligt SCF:s webbplats.